# Kenneth H. Blanchard

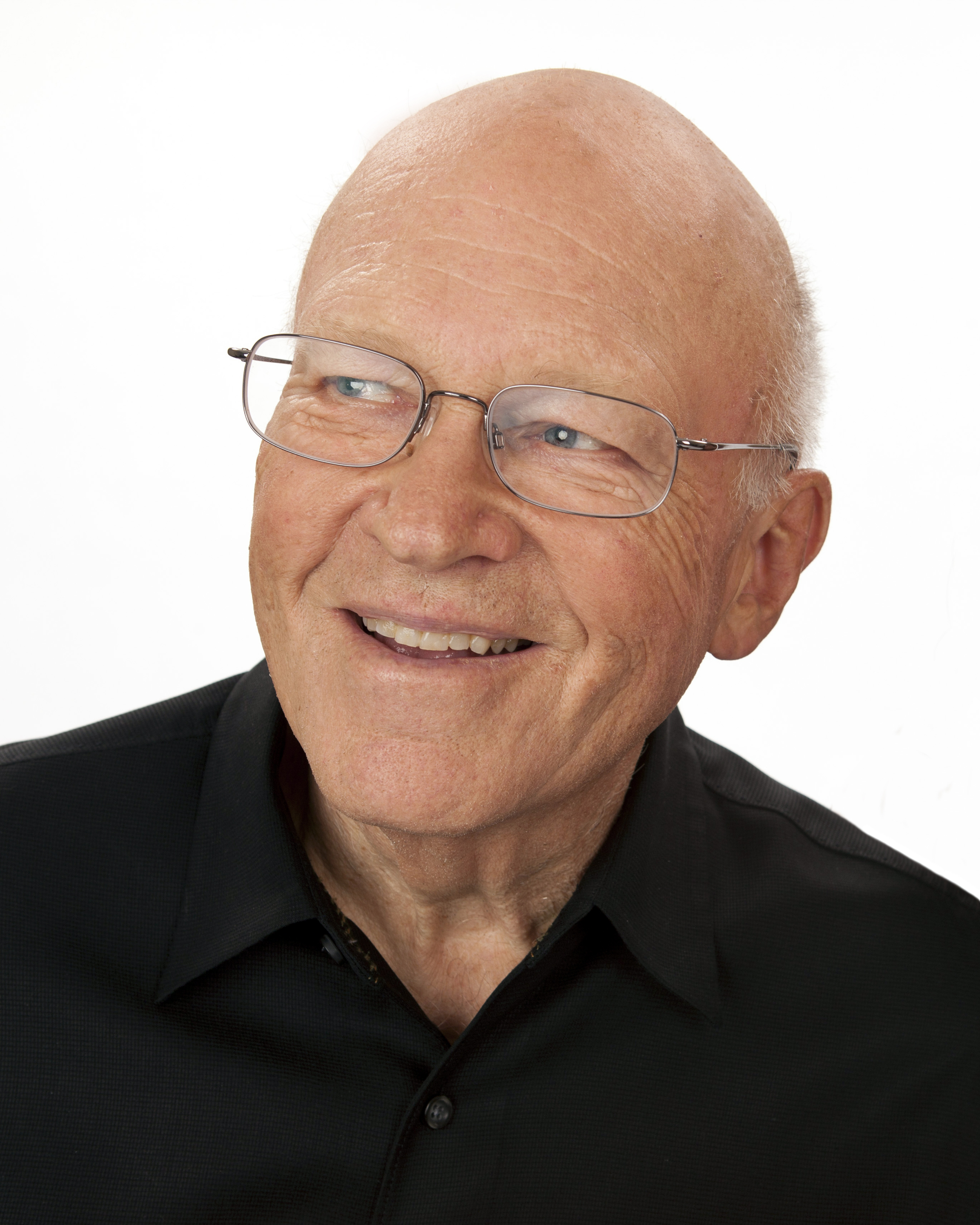
Kenneth H. Blanchard, 2011

Kenneth (Ken) H. Blanchard (* 6. Mai 1939 in New Jersey) ist ein US-amerikanischer Unternehmer und Autor von Managementbüchern.

## Leben
Er ist Besitzer der Ken Blanchard Gesellschaft, eines Familienbetriebes in San Diego, Kalifornien und wurde mit der Entwicklung des Situativen Führungsstils zusammen mit Paul Hersey bekannt. Mit Spencer Johnson entwickelte er das Konzept des „One Minute Managers“ und veröffentlichte eine Serie von Büchern zu diesem Thema. Diese wurde über 7 Millionen Mal verkauft und in über 20 Sprachen übersetzt.
Ken Blanchard erwarb seinen Bachelor-Grad in Philosophie an der Cornell University und später den Master-Grad in Soziologie an der Colgate University. Später erhielt er noch den Doktor der Wissenschaften von der Cornell University und arbeitete als Professor für Führung und organisierendes Verhalten an der University of Massachusetts, sowie als Gastdozent auf der Cornell University, wo er auch ein Mitglied der „Board of Trustees“ ist.

## Werke (Auswahl)
- Minuten-Impulse für Führungskräfte. Neufeld Verlag, Schwarzenfeld 2006, ISBN 978-3-937896-26-7.
- Das Geheimnis, zus. mit Mark Miller. GABAL, Offenbach c 2005, ISBN 3-89749-509-0.
- Der On-time-, On-target-Manager, zus. mit Steve Gottry Hoffmann und Campe, Hamburg 2005, ISBN 3-455-09496-1.
- SORRY!, zus. mit Margret McBride. Rowohlt, Reinbek bei Hamburg 2004, ISBN 3-498-00637-1.
- Full steam ahead = Volle Kraft voraus!, zus. mit Jesse Stoner. GABAL, Offenbach 2004, ISBN 3-89749-427-2.
- Die Leadership-Pille, zus. mit Marc Muchnick. Hoffmann und Campe, Hamburg 2004, ISBN 3-455-09441-4.
- Das Prinzip Großzügigkeit, zus. mit S. Truett Cathy. Projektion J, Aßlar 2003, ISBN 3-89490-460-7.
- Whale done!, Red. Annette Baldszuhn. Goldmann, München 2003, ISBN 3-442-39043-5.
- Mitten ins Ziel!, zus. mit Dana Robinson und Jim Robinson. Rowohlt, Reinbek bei Hamburg 2003, ISBN 3-498-00630-4.
- Das Jesus-Prinzip. Projektion J, Asslar 2000, ISBN 3-89490-339-2.
- Coaching, zus. mit Don Shula. Ueberreuter, Wien; Frankfurt [Main] 2000, ISBN 3-7064-0708-6.
- Kursbuch Selbstverantwortung, zus. mit John P. Carlos und Wallace Alan Randolph. Campus-Verlag, Frankfurt/Main 2000, ISBN 3-593-36416-6.
- Gung ho!, zus. mit Sheldon M. Bowles. Rowohlt, Reinbek bei Hamburg 2000, ISBN 3-498-00607-X.
- Management durch Empowerment, zus. mit John P. Carlos und Wallace Alan Randolph. Rowohlt, Reinbek bei Hamburg 1998, ISBN 3-498-00595-2.
- Die neue Management-Ethik, zus. mit Michael J. O’Connor. Hoffmann und Campe, Hamburg 1998, ISBN 3-455-11245-5.
- Der Minuten-Golfer. Jahr, Hamburg 1997, ISBN 3-86132-227-7.
- Erfolg & Erfüllung. Projektion J, Buch- und Musikverl., Wiesbaden 1996, ISBN 3-89490-196-9.
- Das Sandburg-Prinzip, zus. mit Terry Waghorn. ECON, Düsseldorf 1996, ISBN 3-430-11441-1.
- Talent zum Coach hat jeder!, zus. mit Don Shula. Ueberreuter, Wien 1996, ISBN 3-7064-0187-8.
- Die Kraft des positiven Führens, zus. mit Norman Vincent Peale. Heyne, München 1994, ISBN 3-453-08162-5.
- Wie man Kunden begeistert, zus. mit Sheldon M. Bowles. Rowohlt, Reinbek bei Hamburg 1994, ISBN 3-498-00573-1.
- Der 01-Minuten-Manager schult Hochleistungs-Teams, zus. mit Donald Carew und Eunice Parisi-Carew. Rowohlt, Reinbek bei Hamburg 1992, ISBN 3-498-00558-8.
- Der 01-Minuten-Manager und der Klammer-Affe, zus. mit William Oncken und Hal Burrows. Rowohlt, Reinbek bei Hamburg 1990, ISBN 3-498-00538-3.
- Die Kraft positiven Führens, zus. mit Norman Vincent Peale. Heyne, München 1988, ISBN 3-453-02550-4.
- Der Minuten-Manager: Fitness, zus. mit D. W. Edington und Marjorie Blanchard. Rowohlt, Reinbek bei Hamburg 1987, ISBN 3-498-00518-9.
- Der 01-Minuten-Manager: Führungsstile, zus. mit Patricia Zigarmi und Drea Zigarmi. Rowohlt, Reinbek bei Hamburg 1986, ISBN 3-498-00503-0.
- Die Praxis des Ein-Minuten-Managers, zus. mit Robert Lorber. Verlag Moderne Industrie, Landsberg/Lech 1986, ISBN 3-478-54410-6.
- Der 01-Minuten-Manager, zus. mit Spencer Johnson. Rowohlt, Reinbek bei Hamburg 1983, ISBN 3-498-00480-8.
- Wie Manager reorganisieren, zus. mit Robert H. Guest und Paul Hersey. Verlag Moderne Industrie, München 1978, ISBN 3-478-32390-8.

## Zitate
„Nur wenige Meter von ihnen entfernt glitten die riesigen schwarzen Rücken und Finnen zweier Killerwale durch das klare blaue Wasser. Ihre schönen Leiber strahlten Ruhe und Gelassenheit aus, gleichzeitig aber auch die Verheißung von explosiver Kraft. [...] »Ja. Wir heben das Positive hervor und nicht das Negative. Wir schenken dem starke Beachtung, wenn das Tier tut, was wir von ihm wollen, und seine Aufgabe gut bewältigt - und wir sorgen dafür, dass der Wal dies auch merkt.« [...] »Je mehr Aufmerksamkeit Sie einer bestimmten Verhaltensweise schenken, desto öfter wird sie wiederholt. Von den Killerwalen haben wir Folgendes gelernt: Wenn wir ihren Fehlern wenig, ihren guten Leistungen hingegen viel Aufmerksamkeit schenken, dann steigt die Anzahl ihrer guten Leistungen.«“